# 煎茶道

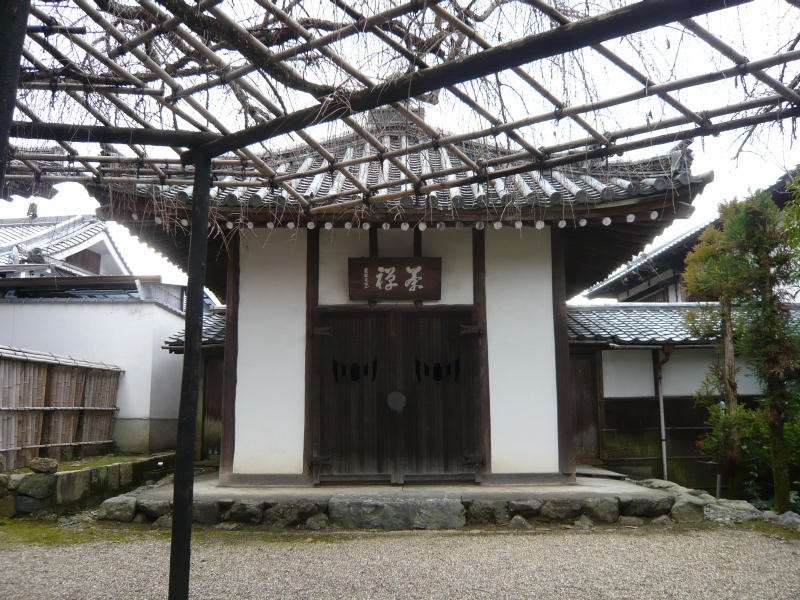
萬福寺内の売茶堂

煎茶道（せんちゃどう）は、茶道の一種である。粉末の茶である抹茶を用いる抹茶道とは異なり、急須等を用いて煎茶や玉露などの茶葉を用いるのが煎茶道である。

## 日本における歴史
日本における煎茶道の開祖は、江戸時代初期に禅宗の一つである黄檗宗を開いた隠元隆琦とされている。このことから、現在も全日本煎茶道連盟の事務局は京都の黄檗山萬福寺内に置かれ、同連盟の会長は萬福寺の管長が兼務することが慣わしとなっている。
18世紀、茶道の世界において形式化が進みつつあったことへの反発に加え、煎茶自体が当時最新の中国文化であったことなどから、形式にとらわれずに煎茶を飲みながら清談を交わす、いわゆる「煎茶趣味」が文人の間で急速に広まった。中でも売茶翁と呼ばれる畸人の禅僧は、道士服を着て簡単な茶道具を持ち京都の各所で定価を定めず煎茶を供し評判となった。「茶の湯」が侘びを重んじたのに対し、売茶翁をはじめとする煎茶愛好者たちは、古代中国の隠遁する賢人のような自由と精神の気高さを表す風流を重んじた。しかし売茶翁の死後、煎茶道はその弟子たちによって茶道具に対する崇拝、血統、体系化された儀礼、独自の作法や美意識といった形式に支配されカルト化していった。
この動きの中で、主に「より美味しいお茶を味わうため」の技術を追求する目的に加え茶道の流儀などを参考とし、一定の形式や礼法を定めた「宗匠派」と呼ばれる一派も生まれる。
こうした伝統の出現により、茶の栽培や加工製茶業が発展し、煎茶は江戸や京都・大坂を中心に上流階級に広く普及した。
その後明治・大正期の文明開化の流れの中で西洋文化がもてはやされたことから、中国文化に由来する煎茶道は一時衰退を余儀なくされるが、昭和に入り煎茶道を復興しようとする動きが各地で盛んとなり、1956年には全日本煎茶道連盟が設立される。1960～1970年代には煎茶道は一時隆盛を迎える。煎茶の大衆化が進むにつれ煎茶道への関心が薄れた時期があったが、現在、日本茶・緑茶のブーム再燃と共に煎茶道の動きが再び活発化しつつある。

## 流派
2017年現在、全日本煎茶道連盟には36の流派が加盟しているほか、連盟に非加盟の小流派も多数存在する。いわゆる三千家が支配的な地位を占める茶道と異なり、必ずしも世襲による家元制度をとらない煎茶道においては多数の小流派が存在する。

### 主な流派（*印のあるものは全日本煎茶道連盟加盟流派）
- 小川流
- 花月菴流（旧　清風流）
- 瑞芳菴流
- 皇風煎茶禮式
- 松風清社
- 黄檗掬泉流*
- 黄檗弘風流*
- 黄檗東本流
- 黄檗松風流*
- 黄檗幽茗流*
- 黄檗売茶流
- 小笠原流*
- 清泉幽茗流
- 東仙流（家元・泉涌寺長老）
- 習軒流
- 薫風流*
- 松月流*
- 松風花月流*
- 二條流*
- 日本礼道小笠原流*
- 東阿部流*
- 光輝流*
- 一茶菴流
- 美風流*
- 瑞芽庵流*
- 静風流*
- 三癸亭賣茶流*
- 方円流*
- 売茶流*

## 道具
煎茶道で使用される主な道具には以下のようなものがある。ただし実際には同じ道具であっても、流派によって呼称が全く異なる場合が多数見られる。逆に同じ名称ながら、流派によって実際には違う道具のことを指す場合も少なくないため、呼称には注意が必要である。
- 急須、宝瓶（泡瓶）、茶銚とも
- 茶碗もしくは茗碗
- 茶托
- 湯冷まし
- 涼炉もしくは瓶掛
- 茶壺 (煎茶道)、茶心壺、茶入とも
- 瓶掛、灰炉、火炉とも 「瓶掛」は小型の火鉢。

- 建水、納汚（のお、のうお）、零し　とも
- ボーフラ（湯罐とも）もしくは土瓶
- 仙媒、茶量、茶合、茶則とも
- 水注もしくは水差し
- 巾筒もしくは巾盒
- 炉屏もしくは結界
- 茶櫃
- 提籃
- 器局